# Населення Намібії
Населення Намібії. Чисельність населення країни 2015 року становила 2,212 млн осіб (143-тє місце у світі). Оцінка кількості населення цієї держави враховує ефекти зайвої смертності через захворювання на СНІД. Чисельність намібійців стабільно збільшується, народжуваність 2015 року становила 19,8 ‰ (85-те місце у світі), смертність — 13,91 ‰ (8-ме місце у світі), природний приріст — 0,59 % (151-ше місце у світі) . 

## Природний рух

### Відтворення
Народжуваність у Намібії, станом на 2015 рік, дорівнює 19,8 ‰ (85-те місце у світі). Коефіцієнт потенційної народжуваності 2015 року становив 2,17 дитини на одну жінку (101-ше місце у світі). Рівень застосування контрацепції 55,1 % (станом на 2007 рік). Середній вік матері при народженні першої дитини становив 21,5 року, медіанний вік для жінок — 25—29 років (оцінка на 2013 рік).
Смертність в Намібії 2015 року становила 13,91 ‰ (8-ме місце у світі).
Природний приріст населення в країні 2015 року становив 0,59 % (151-ше місце у світі).

### Вікова структура

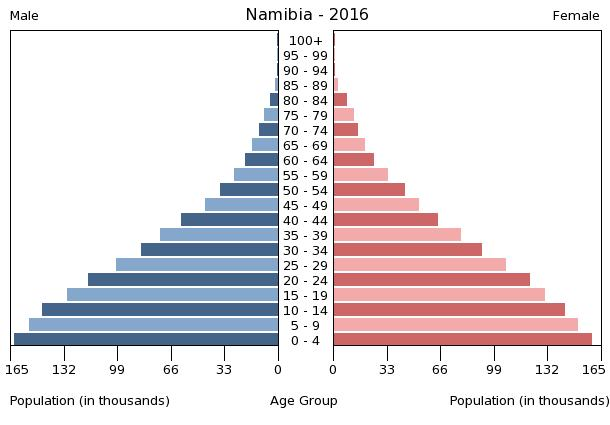
Віково-статева піраміда населення Намібії, 2016 рік

Середній вік населення Намібії становить 21 рік, 20,221,7 (169-те місце у світі): для чоловіків — 20,2, для жінок — 21,7 року. Очікувана середня тривалість життя 2015 року становила 51,62 року (220-те місце у світі), для чоловіків — 52,05 року, для жінок — 51,18 року.
Вікова структура населення Намібії, станом на 2015 рік, мала такий вигляд:
- діти віком до 14 років — 30,95 % (345 767 чоловіків, 339 026 жінок);
- молодь віком 15—24 роки — 23,11 % (258 586 чоловіків, 252 773 жінки);
- дорослі віком 25—54 роки — 36,57 % (422 026 чоловіків, 386 948 жінок);
- особи передпохилого віку (55—64 роки) — 4,88 % (48 406 чоловіків, 59 545 жінок);
- особи похилого віку (65 років і старіші) — 4,49 % (42 635 чоловіків, 56 595 жінок)[1].

### Шлюбність— розлучуваність
Середній вік, коли чоловіки беруть перший шлюб, дорівнює 31,7 року, жінки — 29,2 року, загалом — 30,5 року (дані за 2007 рік).

## Розселення
Густота населення країни 2015 року становила 3 особи/км² (236-те місце у світі).

### Урбанізація
Намібія середньоурбанізована країна. Рівень урбанізованості становить 46,7 % населення країни (станом на 2015 рік), темпи зростання частки міського населення — 4,16 % (оцінка тренду за 2010—2015 роки).
Головні міста держави: Віндгук (столиця) — 368,0 тис. осіб (дані за 2015 рік).

### Міграції
Річний рівень еміграції 2015 року становив 0 ‰ (86-те місце у світі). Цей показник не враховує різниці між законними і незаконними мігрантами, між біженцями, трудовими мігрантами та іншими.
Намібія є членом Міжнародної організації з міграції (IOM).

## Расово-етнічний склад
| Етнічний склад (2015 рік) | Етнічний склад (2015 рік) | Етнічний склад (2015 рік) | Етнічний склад (2015 рік) | Етнічний склад (2015 рік) |
| ------------------------- | ------------------------- | ------------------------- | ------------------------- | ------------------------- |
| Етнос:                    |                           |                           | Відсоток:                 |                           |
| овамбо                    | овамбо                    |                           | 50%                       | 50%                       |
| каванго                   | каванго                   |                           | 9%                        | 9%                        |
| гереро                    | гереро                    |                           | 7%                        | 7%                        |
| дамара                    | дамара                    |                           | 7%                        | 7%                        |
| нама                      | нама                      |                           | 5%                        | 5%                        |
| капрівійці                | капрівійці                |                           | 4%                        | 4%                        |
| бушмени                   | бушмени                   |                           | 3%                        | 3%                        |
| бастери                   | бастери                   |                           | 2%                        | 2%                        |
| тсвана                    | тсвана                    |                           | 0.5%                      | 0.5%                      |
| білі                      | білі                      |                           | 6%                        | 6%                        |
| мішаного походження       | мішаного походження       |                           | 6.5%                      | 6.5%                      |

Головні етноси країни: темношкірі — 87,5 %, білі — 6 %, мішаного походження — 6,5 % населення. Найбільші народності: овамбо — 50 %, каванго — 9 %, гереро — 7 %, дамара — 7 %, нама — 5 %, капрівійці — 4 %, бушмени — 3 %, бастери — 2 %, тсвана — 0,5 % населення.

## Мови
| Мови Намібії (2015 рік) | Мови Намібії (2015 рік) | Мови Намібії (2015 рік) | Мови Намібії (2015 рік) | Мови Намібії (2015 рік) |
| ----------------------- | ----------------------- | ----------------------- | ----------------------- | ----------------------- |
| Мова:                   |                         |                         | Відсоток:               |                         |
| англійська              | англійська              |                         | 3.4%                    | 3.4%                    |
| африкаанс               | африкаанс               |                         | 10.4%                   | 10.4%                   |
| німецька                | німецька                |                         | 1%                      | 1%                      |
| ошивамбо                | ошивамбо                |                         | 48.9%                   | 48.9%                   |
| нама                    | нама                    |                         | 11.3%                   | 11.3%                   |
| гереро                  | гереро                  |                         | 8.6%                    | 8.6%                    |
| каванго                 | каванго                 |                         | 8.5%                    | 8.5%                    |
| капріві                 | капріві                 |                         | 4.8%                    | 4.8%                    |
| інші                    | інші                    |                         | 4%                      | 4%                      |

Офіційна мови: англійська — розмовляє 3,4 % населення. У державі визначено 13 національних мов, з яких 3 індо-європейські (африкаанс — 10,4 %, англійська і німецька), а також ошивамбо — 48,9 %, нама — 11,3 %, гереро — 8,6 %, каванго — 8,5 %, капріві — 4,8 %, інші мови — 4 % (дані на 2011 рік).

## Релігії
| Релігії в Намібії (2016 рік) | Релігії в Намібії (2016 рік) | Релігії в Намібії (2016 рік) | Релігії в Намібії (2016 рік) | Релігії в Намібії (2016 рік) |
| ---------------------------- | ---------------------------- | ---------------------------- | ---------------------------- | ---------------------------- |
| Віросповідання:              |                              |                              | Відсоток:                    |                              |
| лютерани                     | лютерани                     |                              | 50%                          | 50%                          |
| інші християни               | інші християни               |                              | 30%                          | 30%                          |
| місцеві вірування            | місцеві вірування            |                              | 10%                          | 10%                          |
| інші                         | інші                         |                              | 10%                          | 10%                          |

Головні релігії й вірування, які сповідує, і конфесії та церковні організації, до яких відносить себе населення країни: християнство — 80—90 % (з яких 50 % лютеранство), місцеві вірування — 10—20 % (станом на 2015 рік).

## Освіта
Рівень письменності 2015 року становив 81,9 % дорослого населення (віком від 15 років): 79,2 % — серед чоловіків, 84,5 % — серед жінок.
Державні витрати на освіту становлять 8,3 % ВВП країни, станом на 2010 рік (9-те місце у світі). Середня тривалість освіти становить 11 років, для хлопців — до 11 років, для дівчат — до 11 років (станом на 2012 рік).

## Охорона здоров'я
Забезпеченість лікарями в країні на рівні 0,37 лікаря на 1000 мешканців (станом на 2007 рік). Забезпеченість лікарняними ліжками в стаціонарах — 2,7 ліжка на 1000 мешканців (станом на 2009 рік). Загальні витрати на охорону здоров'я 2014 року становили 8,9 % ВВП країни (54-те місце у світі).
Смертність немовлят до 1 року, станом на 2015 рік, становила 45,62 ‰ (44-те місце у світі); хлопчиків — 48,48 ‰, дівчаток — 42,67 ‰. Рівень материнської смертності 2015 року становив 265 випадків на 100 тис. народжень (53-тє місце у світі).
Намібія входить до складу ряду міжнародних організацій: Міжнародного руху (ICRM) і Міжнародної федерації товариств Червоного Хреста і Червоного Півмісяця (IFRCS), Дитячого фонду ООН (UNISEF), Всесвітньої організації охорони здоров'я (WHO).

### Захворювання
Потенційний рівень зараження інфекційними хворобами в країні високий. Найпоширеніші інфекційні захворювання: діарея, гепатит А, черевний тиф, малярія, шистосомози (станом на 2016 рік). 2013 року зареєстровано 245,4 тис. хворих на СНІД (24-те місце у світі), це 15,97 % населення в репродуктивному віці 15—49 років (6-те місце у світі). Смертність 2014 року від цієї хвороби становила 5,1 тис. осіб (31-ше місце у світі).
Частка дорослого населення з високим індексом маси тіла 2014 року становила 16,8 % (133-тє місце у світі); частка дітей віком до 5 років зі зниженою масою тіла становила 13,2 % (оцінка на 2013 рік). Ця статистика показує як власне стан харчування, так і наявну/гіпотетичну поширеність різних захворювань.

### Санітарія
Доступ до облаштованих джерел питної води 2015 року мало 98,2 % населення в містах і 84,6 % в сільській місцевості; загалом 91 % населення країни. Відсоток забезпеченості населення доступом до облаштованого водовідведення (каналізація, септик): у містах — 54,5 %, в сільській місцевості — 16,8 %, загалом по країні — 34,4 % (станом на 2015 рік). Споживання прісної води, станом на 2002 рік, дорівнює 0,29 км³ на рік, або 146 тонни на одного мешканця на рік: з яких 25 % припадає на побутові, 5 % — на промислові, 70 % — на сільськогосподарські потреби.

## Соціально-економічне становище
Співвідношення осіб, що в економічному плані залежать від інших, до осіб працездатного віку (15—64 роки) загалом становить 67,3 % (станом на 2015 рік): частка дітей — 61,4 %; частка осіб похилого віку — 5,9 %, або 17 потенційно працездатних на 1 пенсіонера. Загалом ці показники характеризують рівень потреби державної допомоги в секторах освіти, охорони здоров'я і пенсійного забезпечення, відповідно. За межею бідності 2010 року перебувало 28,7 % населення країни. Розподіл доходів домогосподарств у країні має такий вигляд: нижній дециль — 2,4 %, верхній дециль — 42 % (станом на 2010 рік).
Станом на 2013 рік, у країні 1,6 млн осіб не мали доступу до електромереж; 32 % населення має доступ, у містах цей показник дорівнює 50 %, у сільській місцевості — 17 %. Рівень проникнення інтернет-технологій низький. Станом на липень 2015 року в країні налічувалось 493 тис. унікальних інтернет-користувачів (140-ве місце у світі), що становило 22,3 % загальної кількості населення країни.

### Трудові ресурси
Загальні трудові ресурси 2015 року становили 1,188 млн осіб (138-ме місце у світі). Зайнятість економічно активного населення у господарстві країни розподіляється таким чином: аграрне, лісове і рибне господарства — 31 %; промисловість і будівництво — 14 %; сфера послуг — 54 % (станом на 2013 рік). Половина населення країни — безробітні, дві третини яких проживають у сільській місцевості і займаються сільським господарством. Безробіття 2014 року дорівнювало 28,1 % працездатного населення, 2013 року — 29,6 % (183-тє місце у світі); серед молоді у віці 15—24 років ця частка становила 56,2 %, серед юнаків — 49,4 %, серед дівчат — 62,2 % (19-те місце у світі).

### Торгівля людьми
Згідно зі щорічною доповіддю про торгівлю людьми (англ. Trafficking in Persons Report) Управління з моніторингу та боротьби з торгівлею людьми Державного департаменту США, уряд Намібії докладає значних зусиль у боротьбі з явищем примусової праці, сексуальної експлуатації, незаконною торгівлею внутрішніми органами, але не повною мірою, країна перебуває у списку спостереження другого рівня.

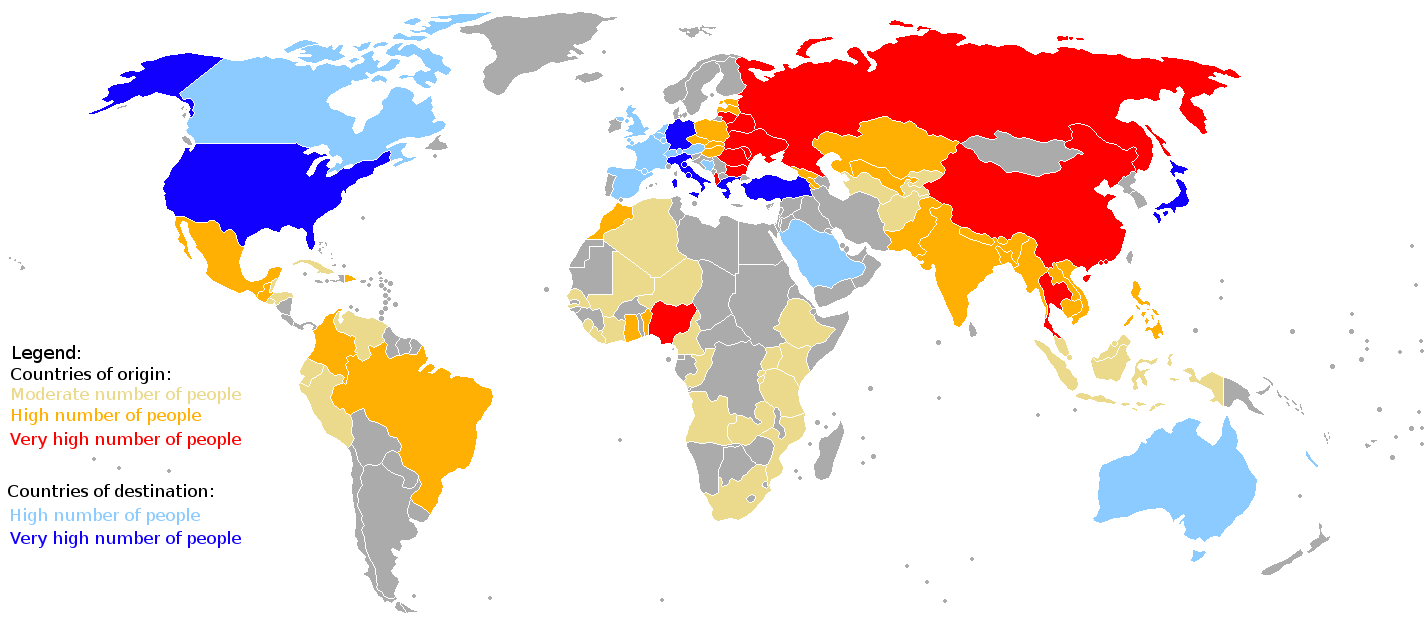
Країни-донори (червоний) і країни-реципієнти кримінальних потоків  (англ.)
Глобальна боротьба з торгівлею людьми (англ.)

## Гендерний стан
Статеве співвідношення (оцінка 2015 року):
- при народженні — 1,03 особи чоловічої статі на 1 особу жіночої;
- у віці до 14 років — 1,02 особи чоловічої статі на 1 особу жіночої;
- у віці 15—24 років — 1,02 особи чоловічої статі на 1 особу жіночої;
- у віці 25—54 років — 1,09 особи чоловічої статі на 1 особу жіночої;
- у віці 55—64 років — 0,81 особи чоловічої статі на 1 особу жіночої;
- у віці за 64 роки — 0,75 особи чоловічої статі на 1 особу жіночої;
- загалом — 1,02 особи чоловічої статі на 1 особу жіночої[1].

## Демографічні дослідження
Демографічні дослідження в країні ведуться рядом державних і наукових установ:

### Українською
- Атлас. 10—11 клас. Економічна і соціальна географія світу / упорядники :  О. Я. Скуратович, Н. І. Чанцева. — К. : ДНВП «Картографія», 2010. — ISBN 978-966-475-639-3.
- Атлас світу / голов. ред. І. С. Руденко ; зав. ред. В. В. Радченко ; відп. ред. О. В. Вакуленко. — К. : ДНВП «Картографія», 2005. — 336 с. — ISBN 9666315467.
- Безуглий В. В. Економічна і соціальна географія зарубіжних країн : Навчальний посібник. — К. : ВЦ «Академія», 2007. — 704 с. — ISBN 978-966-580-239-6.
- Безуглий В. В., Козинець С. В. Регіональна економічна і соціальна географія світу : Навчальний посібник. — видання 2-ге, доп., перероб. — К. : ВЦ «Академія», 2007. — 688 с. — ISBN 966-580-144-9.
- Головченко В. І., Кравчук О. Країнознавство: Азія, Африка, Латинська Америка, Австралія і Океанія. — К., 2006. — 335 с. — ISBN 966-8939-04-2.
- Гудзеляк І. І. Географія населення: Навчальний посібник / І. Гудзеляк. — Л. : Видавничий центр ЛНУ імені Івана Франка, 2008. — 232 с. — ISBN 978-966-613-599-8.
- Дахно І. І. Країни світу: Енциклопедичний довідник / І. І. Дахно, С. М. Тимофієв. — К. : Мапа, 2011. — 606 с. — (Бібліотека нового українця) — ISBN 978-966-8804-23-6.
- Дахно І. І. Економічна географія зарубіжних країн : навчальний посібник. — К. : Центр учбової літератури, 2014. — 319 с. — ISBN 978-611-01-0682-5.
- Джаман В. О. Регіональні системи розселення: демографічні аспекти. — Чернівці : Рута, 2003. — 392 с. — ISBN 9665685988.
- Дорошенко Л. С. Демографія: Навчальний посібник. — К. : МАУП, 2005. — 112 с. — ISBN 966-608-442-2.
- Дубович І. А. Країнознавчий словник-довідник. — 5-те вид., перероб. і доп. — К. : Знання, 2008. — 839 с. — ISBN 978-966-346-330-8.
- Економічна і соціальна географія країн світу. Навчальний посібник / За ред. Кузика С. П. — Л. : Світ, 2002. — 672 с. — ISBN 966-603-178-7.
- Загальна медична географія світу / В. О. Шевченко [та ін.] — К. : [б.в.], 1998. — 178 с.
- Книш М. М., Мамчур О. І. Регіональна економічна і соціальна географія світу (Латинська Америка та Карибські країни, Африка, Азія, Океанія) : навч. посіб. — Л. : ЛНУ ім. Івана Франка, 2013. — 368 с. — ISBN 978-617-10-0007-0.
- Крисаченко В. С. Динаміка населення: Популяційні, етнічні та глобальні виміри. — К. : Видавництво Національного інституту стратегічних досліджень, 2005. — 368 с. — ISBN 966-554-083-1.
- Любіцева О. О., Мезенцев К. В., Павлов С. В. Географія релігій. — К. : АртЕК, 1999. — 504 с. — ISBN 966-505-006-0.
- Масляк П. О. Країнознавство. — К. : Знання, 2007. — 292 с. — (Вища освіта XXI століття)
- Масляк П. О., Дахно І. І. Економічна і соціальна географія світу / П. О. Масляк, І. І. Дахно ; за ред. П. О. Масляка. — К. : Вежа, 2003. — 280 с. — ISBN 966-7091-53-8.

### Російською
- (рос.) Намибия // Демографический энциклопедический словарь / главн. ред. Валентей Д. И. — М. : Советская энциклопедия, 1985. — 608 с.
- (рос.) Намибия // Африка: энциклопедический справочник [в 2-х тт.] / гл. ред. А. Громыко. — М. : Советская энциклопедия, 1987. — Т. 2. — 671 с.
- (рос.) Намибия // Страны и народы. Африка. Восточная и Южная Африка / Редкол. : М. Б. Горнунг, Г. Б. Старушенко (отв. ред.) и др. — М. : «Мысль», 1981. — 269 с. — (Страны и народы) — 180 тис. прим.
- (рос.) Атлас народов мира / Отв. ред. С. И. Брук и В. С. Апенченко. — М. : ГУГК ГГК СССР и Институт этнографии им. Н. Н. Миклухо-Маклая АН СССР, 1964. — 185 с. — 20 тис. прим.
- (рос.) Численность и расселение народов мира. Этнографические очерки / под ред. С. И. Брука. — М. : Издательство АН СССР, 1962. — 487 с.
- (рос.) Лаппо Г. М. География городов: Учебное пособие для географических факультетов вузов. — М. : Туманит, изд. центр ВЛАДОС, 1997. — 476 с. — ISBN 5-691-00047-0.
- (рос.) Ягельский А. География населения. — М. : Прогресс, 1980. — 383 с.